# جلكى إغريقية
جلكى إغريقية (الاسم العلمي:Eudontomyzon graecus) هي نوع من الحيوانات المائية يتبع جنس الجلكى المسننة من فصيلة الجلكية.